# エル・フエゴ (ザ・炎)
「エル・フエゴ (ザ・炎)」（エル・フエゴ (ザ・ほのお)）は、小沢健二の楽曲である。2021年4月21日にVirgin Musicから配信限定シングルとして発売された。3か月連続シングルの第2弾にあたる楽曲で、テレビ東京系ドラマ『珈琲いかがでしょう』のオープニングテーマとして使用された。

## 背景・リリース
「エル・フエゴ (ザ・炎)」は、小沢の長男の発案から生まれた楽曲で、前作「ウルトラマン・ゼンブ」（次男の発案）との兄弟作となっている。小沢は「子供を題材にするのではなく、子供の時空に入り込んで一緒に書く、という手法」と語っている。
武道館での1人コンサートのために本作を書き終わった頃に、ドラマ主題歌の話を持ちかけられる。小沢は原作の漫画を読み、「読み進むにつれて、本当に驚きました。怖いくらいテーマが似ていたからです」と語っている。小沢の楽曲がドラマのテーマ曲として使用されるのは約25年ぶりで、ドラマのオープニングでは毎回使用するパートが異なる。
発売前日に行なわれた配信ライブ「マイクロ魔法的」で、フルバージョンが初披露となり、1回目は小沢のギターの弾き語り、2回目は読売日本交響楽団のソロ・チェロ奏者である遠藤真理を加えた編成で演奏。4月21日に配信限定で発売され、小沢の音源としては初となるハイレゾ配信が行なわれた。
2021年5月21日に放送されたテレビ朝日系『ミュージックステーション』に出演し、ギターとチェロの演奏と共に本作を歌唱した。

## ミュージック・ビデオ
2021年5月21日にYouTubeでミュージック・ビデオが公開された。ミュージック・ビデオは、GIFアニメーションをベースとしてもので、楽曲にまつわるエッセイや小沢の7才の長男によるスケッチ、子供達を交えた演奏風景やフォトセッションの様子で構成されている。「ウルトラマン・ゼンブ」と同じく、小沢自身が監督を手がけており、Ozawa Kenji Graphic Bandがデザインを担当した。

## 評価
『rockin'on.com』の杉浦美恵は、「『エル・フエゴ』という骨だけの架空の戦士の姿を、静かに、けれど力強く響く歌声でリスナーにも想起させていく。今作はまさに想像の中で遊び、想像の中で自分の弱さを勇気に変えたりもする、子供の素晴らしく豊かな、そして生きるうえでとても大切な想像力を、そのまま楽曲に落とし込んだようなピュアな作品」と評している。

## シングル収録曲
| #         | タイトル                  | 作詞・作曲 | 時間 |
| --------- | ------------------------- | ---------- | ---- |
| 1.        | 「エル・フエゴ (ザ・炎)」 | 小沢健二   | 3:45 |
| 合計時間: | 合計時間:                 | 合計時間:  | 3:45 |

## タイアップ
- テレビ東京系ドラマプレミア23『珈琲いかがでしょう』オープニングテーマ